# The Headless Eyes

The Headless Eyes (La cabeza sin ojos) es una película de terror estadounidense de 1971, dirigida por Kent Bateman.

## Argumento
La película representa a un artista sin éxito llamado Arthur Malcolm (Bo Brundin), que intenta robar en el interior de una casa de Nueva York. Una vez dentro, sigilosamente intenta robar el dinero que hay en una mesita de noche, de una habitación en la que duerme una chica, pero al verla sobre la cama, decide violarla. La chica asustada, logra coger una cucharilla del té que había sobre la mesita de noche, y se la clava en la cara sacándole el ojo del asaltante. El intruso escapa por la ventana con espeluznantes alaridos de dolor, con su ojo colgándole de la cara.
Una vez recuperado, Arthur se convierte en un asesiono en serie de chicas a las que les arranca los ojos.